# Adolfo Celdrán
Adolfo Celdrán Mallol (n. Alicante, 1943) es un cantautor, músico, poeta y autor teatral; fue miembro fundamental de la Nueva Canción surgida en Madrid en los años sesenta. Sus canciones dieron voz a los poetas en la España de la dictadura y la transición, cuando la poesía y las canciones socialmente comprometidas suponían un arma revolucionaria en la lucha por las libertades. 

## Biografía
Nace en Alicante en 1943, estudia Físicas e Ingeniería Nuclear en Madrid, donde funda junto a otros autores el movimiento “Grupo Canción del Pueblo”. Este grupo se disuelve en 1968, abandonando el mundo de la canción algunos de sus componentes, pero Adolfo Celdrán decide iniciar entonces su carrera musical en solitario.
En 1969 edita tres de sus primeras canciones, en un sencillo titulado Cajitas, con Fonomusic, se trata de versiones en castellano de la canción italiana Bella Ciao, de la canción Little Boxes, de la cantante norteamericana Malvina Reynols, que es titulada Cajitas y que posteriormente el cantautor y trovador chileno Víctor Jara versionaría como Casitas del Barrio Alto y una canción fundamental en su obra, General, construida sobre dos poemas de Bertolt Brecht, “General, tu tanque es poderoso” y “Otra vez se oye hablar de grandeza”.
En 1970 publica su primer LP, con el sello Movieplay, se titula Silencio, con Carlos Montero como arreglista. En este trabajo se incluyen once canciones, compuestas sobre textos de Jesús López Pacheco, Bertolt Brecht, León Felipe, Nicolás Guillén, Carlos Álvarez y el propio Adolfo Celdrán. El LP Silencio cuenta con ilustraciones de Juan Genovés, uno de los grandes pintores españoles contemporáneos.
La publicación de este trabajo representó un acontecimiento musical de gran importancia debido, según Fernando González Lucini en su libro Y la palabra se hizo música. La canción de autor en España, a que fue el primer LP grabado en castellano dentro de lo que se llamó “La Nueva Canción”, al contenido comprometido y revolucionario de sus canciones en época de la dictadura de Franco, a la calidad musical e interpretativa del autor y la participación de Genovés en el diseño. Este trabajo ha sido reeditado en edición Facsímil en 2004.
Tras la edición de Silencio, Adolfo Celdrán decide volver a su tierra, Alicante, y se plantea el abandono de la canción debido a la imposibilidad de cantar y de desarrollar su actividad artística y de composición, por la gran presión a que estaba sometido por la censura de la dictadura española.En estos años de silencio discográfico Adolfo Celdrán se dedica a ejercer como profesor en la Universidad de Alicante, y a la realización de otras actividades creativas diferentes de la música, como el teatro.
En 1974 escribe la obra teatro La Virgen Roja sobre el personajes histórico Hildegart Rodríguez Carballeira, que será representada por el grupo teatral "Corral de Comedias de Valladolid", bajo la dirección de Juan Antonio Quintana. La obra, fue estrenada y quedó finalista en el VII Premio Nacional de Teatro del Festival de Sitges. Será representada en Madrid (teatro Alfil) donde sufre cambios por la censura y en Valladolid. Finalmente será prohibida y no ha vuelto a representarse.
En 1975 se graba y edita su segundo LP, titulado 4.444 veces, por ejemplo. En este trabajo reivindica al gran poeta Miguel Hernández, musicando el texto Antes del Odio y convirtiéndolo en una canción que por su construcción y desarrollo musical, y por su interpretación es una auténtica joya (F.G. Lucini). En esta obra, además de las canciones basadas en textos de poetas como León Felipe, Nicolás Guillén, Jesús López Pacheco, Fernando Brasó, y, se incluyen cinco canciones del propio autor, contiene además un texto de Antonio Gómez, basado en un personaje de Federico García Lorca y que titula Doña Rosita. La cubierta del LP está diseñada a partir de un cuadro del pintor Mario Candela Vicedo y los arreglos musicales son propios, contando con la colaboración del músico argentino Carlos Montero.
En 1976 se publica su siguiente trabajo, Al Borde del Principio, donde una vez más reivindica la figura del poeta Miguel Hernández, del que incluye los poemas: Canción del Esposo Soldado, Bocas de Ira y Juramento de la Alegría, además de dedicarle al gran poeta, como homenaje, un poema propio que además da título al LP, Al borde del Principio. Este LP está ilustrado por Arcadio Blasco, artista y ceramista, que ha sido Premio de artes plásticas de la Generalidad Valenciana en 2005. 
También en 1976, escribe y publica su libro Todas las caras de la Ausencia, en la editorial Helios.
En 1977 publica un disco que titula Denegado, donde incluye todas aquellas canciones que lo relegaron al silencio entre los años 1970 y 1975, canciones censuradas y prohibidas por el régimen de Franco.
A partir de este momento y durante un largo período, Adolfo Celdrán no vuelve a grabar más trabajos en solitario, aunque colabora en trabajos colectivos y sus canciones aparecen en todas las recopilaciones importantes publicadas recientemente sobre canción de autor y poesía musicada.
Pero es en 2001 cuando vuelve a publicar una nueva obra, su último disco hasta el momento: Jarmizaer, Jarmizaer, basado en textos propios aunque incluye dos poemas de Antonio Machado y uno de Federico García Lorca. En este trabajo colaboran los músicos Gaspár Payá y Germán Torregrosa.
También en 2001 Adolfo Celdrán estrena una obra de teatro: Como un leve dolor en las sienes, publicada por el Instituto Alicantino de Cultura “Juan Gil Albert”
La Biblioteca Virtual Miguel de Cervantes lleva a cabo, asimismo, una edición electrónica del texto dramático, incluyéndolo dentro de su colección de obras teatrales.
En 2003 publica un libro de poemas, Entrevidas, editado por el Centro de Lingüística Aplicada Atenea

## Teatro
- "La virgen Roja", 1974, obra dramática sobre Hildegart Rodríguez Carballeira, representada por el "Corral de Comedias de Valladolid".[3]

## Discografía

### Discografía en Solitario
- Cajitas (Sencillo, Movieplay, 1969)
- Silencio (LP, Movieplay-Fonomusic, 1970)
- 4.444 veces, por ejemplo (LP, Movieplay-Fonomusic, 1975)
- Al borde del principio (LP, Movieplay-Fonomusic, 1976)
- Denegado (LP, Movieplay-Fonomusic, 1977)
- Jarmizaer, Jarmizaer (CD; La Fábrica de Ideas/Ceyba Music/Ventura Music, 2001)

### Colaboraciones Discográficas
- León Felipe y sus intérpretes.Disco homenaje al poeta León Felipe, participan Joan Manuel Serrat, Adolfo Celdrán, Aguaviva, Luis Pastor, Francisco Rabal y la voz del propio León Felipe. (Doble LP Movieplay/Fonomusic, 1976).
- Homenaje a las Víctimas del franquismo. Presentaciones de: A. Gala, B. Vallejo, L. de Pablo, V.A. Estellés, M. Vázquez Montalbán, R. Marco, etc. (4 LP, Ariola, 1987).
- De un tiempo y de un país. (Doble CD, Fonomusic, 1995).
- Canciones de amor y esperanza (Doble CD, Fonomusic,1997).
- Poesía Necesaria con su Música, participan, cantando a 20 poetas del siglo XX, Amancio Prada, Paco Ibáñez, Joan Manuel Serrat, Joaquín Díaz, Ismael Serrano, Marina Rossell, Rosa León, Mª Dolores Pradera, Alberto Cortez, C. Montero, J. Bergia, L. Delgado,...(CD, 2003)
- Para la libertad, participan Serrat, Llach, Sabina, P. Milanés, V.Jara, Luis Eduardo Aute, V. Parra, Quilapayún, A. Belén.(CD, DRO-Warner, 2004)
- Cantando a Federico García Lorca, de la colección "La palabra más tuya". (CD, Fundación Autor, 2006)
- Cantando a Miguel Hernández, de la colección "La palabra más tuya". (CD, Fundación Autor, 2006)
- Cantando a Machado, de la colección "La palabra más tuya" (CD, Fundación Autor, 2006)
- Cantando a León Felipe y Juan Ramón Jiménez, de la colección "La palabra más tuya"(CD, Fundación Autor, 2006)
- Cantando a Blas de Otero y Celaya, de la colección "La palabra más tuya" (CD, Fundación Autor, 2006)
- Cantando a: Carlos Álvarez, J. López Pacheco, Luis Cernuda y José Bergamín, de la colección "La palabra más tuya"(CD, Fundación Autor, 2006)
- Cantando a Guillén, Benedetti y Martí, de la colección "La palabra más tuya" (CD, Fundación Autor, 2006)
- Recopilación de la colección "La palabra más tuya". Adolfo Celdrán canta Contadme un Sueño, del poeta León Felipe. (BMG Music Spain, S.L., 2006)
- Cantautores en los 70. Adolfo Celdrán canta Antes del Odio del poeta Miguel Hernández. (CD, Dro East West, 2006)